# Hochbrück
Hochbrück ist ein Stadtteil von Garching bei München im oberbayerischen Landkreis München. 

## Geschichte
Der Stadtteil umfasst eine Siedlung mit etwa 2500 Einwohnern, die sich nach dem Zweiten Weltkrieg aus einem Flüchtlingslager bzw. der Erweiterung der Munitionsanstalt Schleißheim entwickelt hat, sowie ein großes Gewerbegebiet aus den 1960er und 1970er Jahren und einen nach 2005 entstandenen Business-Campus. Beim Bau des Schleißheimer Kanals unter Kurfürst Max Emanuel in den Jahren 1688/89 musste eine hoch gewölbte Brücke über ihn für die Ingolstädter Landstraße (die heutige Bundesstraße 13) gebaut werden. Von dieser Brücke leitet der Stadtteil seinen Namen her.

## Geographie
Hochbrück grenzt an den Hauptort Garching bei München, an Lustheim und Neuherberg in der Gemeinde Oberschleißheim, an Lohhof in der Gemeinde Unterschleißheim, an Unterschleißheim selbst und an den Münchner Stadtteil Freimann.
Der Schleißheimer Kanal verläuft durch Hochbrück und im Bereich der Stadtgrenze zu München liegt ein Teil der Fröttmaninger Heide.

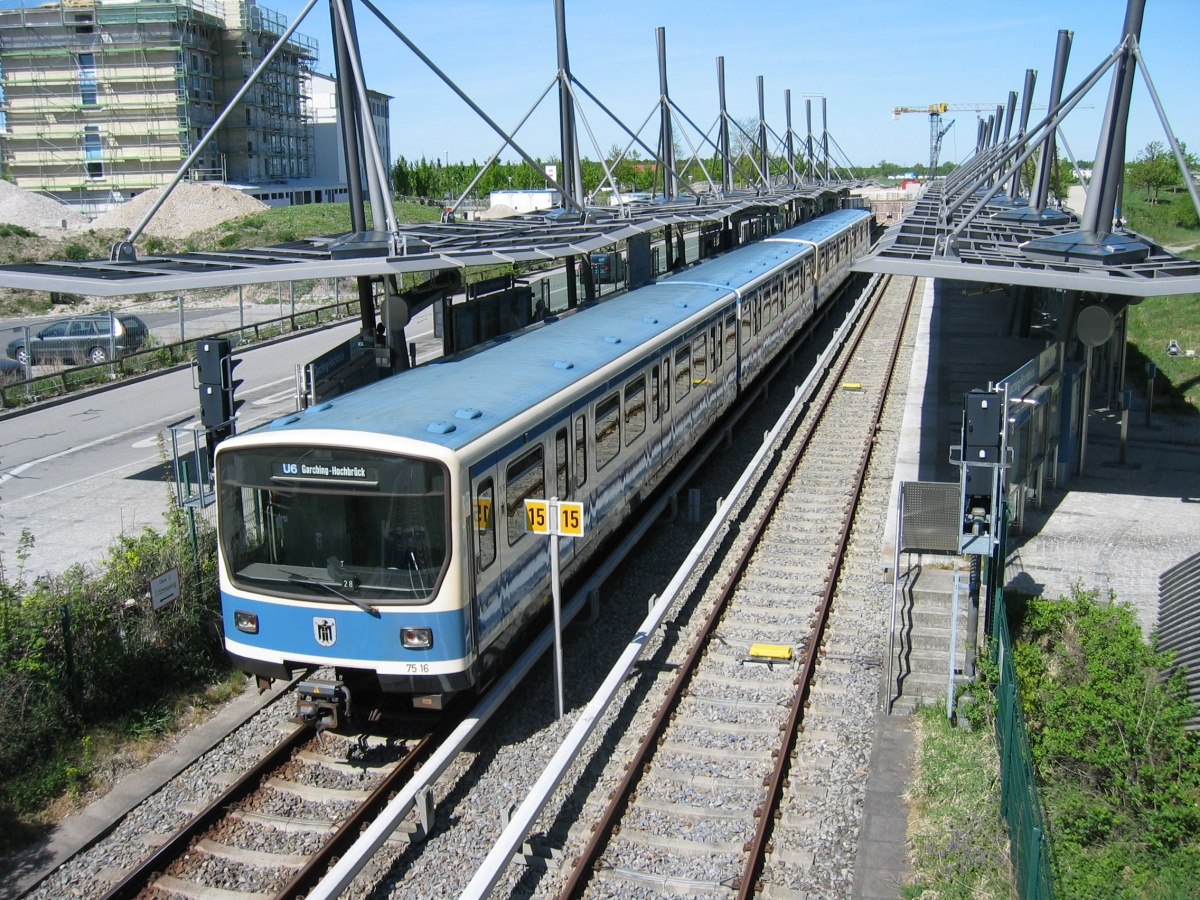
U-Bahnhof Garching-Hochbrück

## Infrastruktur
Hochbrück verfügt mit einem eigenen U-Bahnhof über einen Anschluss an die U-Bahn München. Er ist einer der wenigen Bahnhöfe außerhalb des Münchner Stadtgebietes und liegt oberirdisch.
Durch den Ort, der ein großes Industriegebiet aufweist, verläuft neben der B 13 in Nord-Süd-Richtung die B 471 (Schleißheimer Straße) in Ost-West-Richtung. Entlang der B 13 führt ein Gütergleis zur Bahnstrecke München–Regensburg bei Lohhof.

### Bauwerke

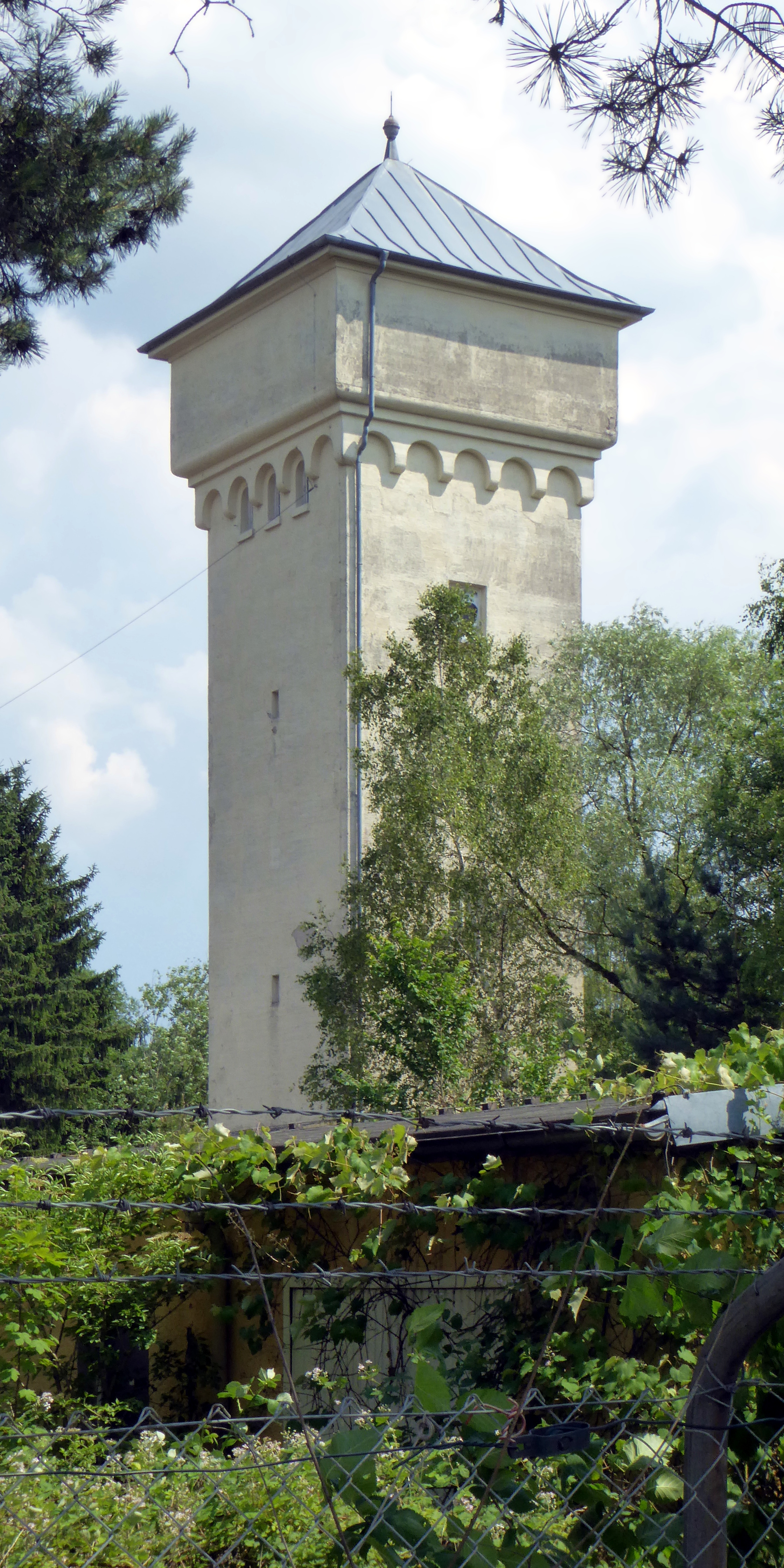
Wasserturm

An der Ingolstädter Landstraße 102 liegt in der Christoph-Probst-Kaserne das Zentrale Institut des Sanitätsdienstes der Bundeswehr München. Daneben steht der 1917 errichtete Wasserturm Hochbrück, seit 2012 als einziges Objekt in die Liste der Baudenkmäler in Hochbrück eingetragen.
Im Ort liegt die römisch-katholische Filialkirche St. Franziska Romana.
Zu den Olympischen Sommerspielen 1972 in München wurde für die Schießwettbewerbe die Olympia-Schießanlage Hochbrück mit 4.500 Plätzen gebaut. Sie liegt südlich außerhalb des Ortes und wird heute vom Bayerischen Sportschützenbund betrieben.